# Biserica de lemn din Purcăreni, Argeș

Biserica de lemn din Purcăreni, județul Argeș. Foto: 1972

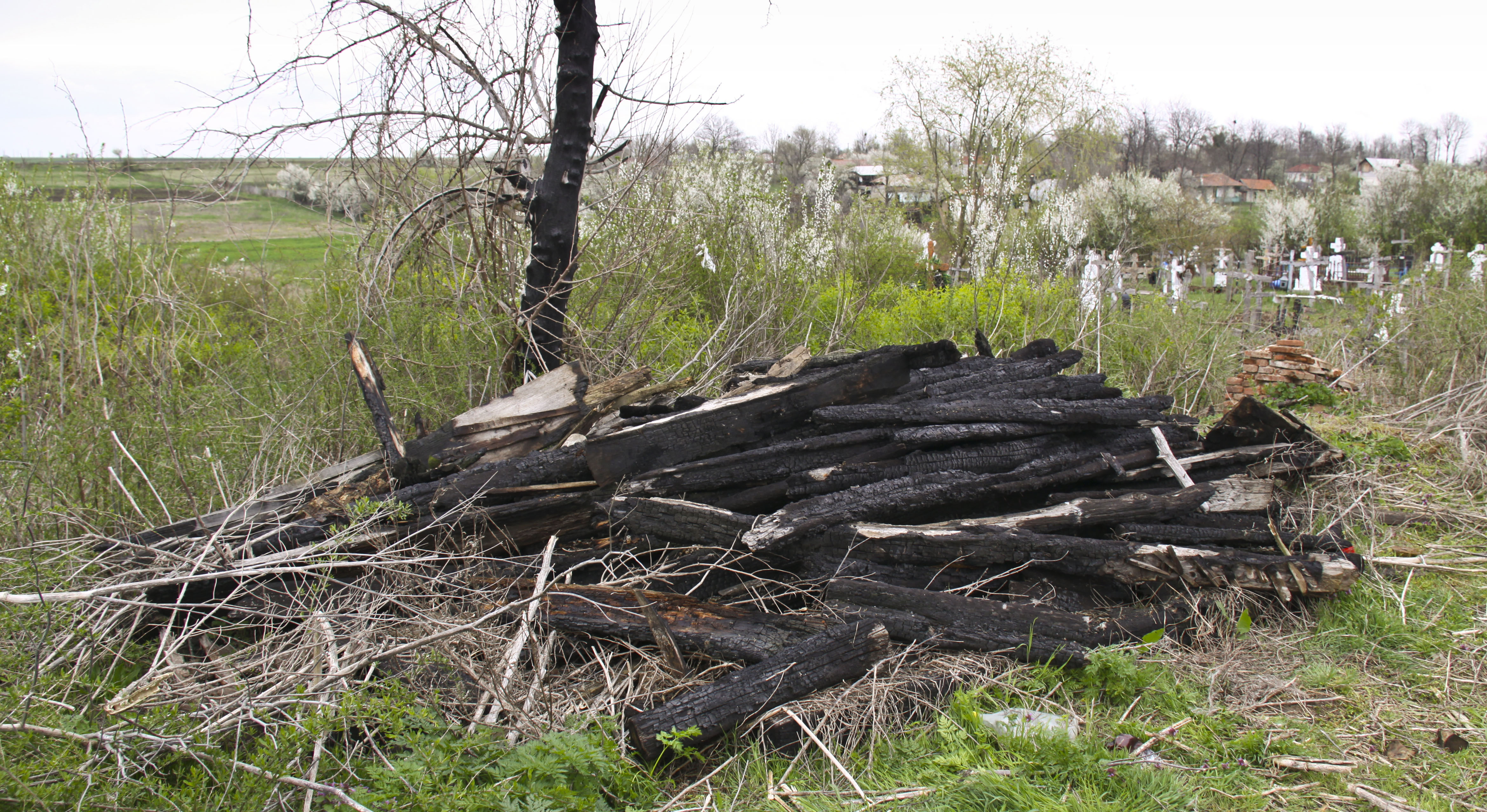
Grămada de lemne carbonizate, adunate pe locul fostei biserici după incendiul din anul 2009. Foto: aprilie 2011

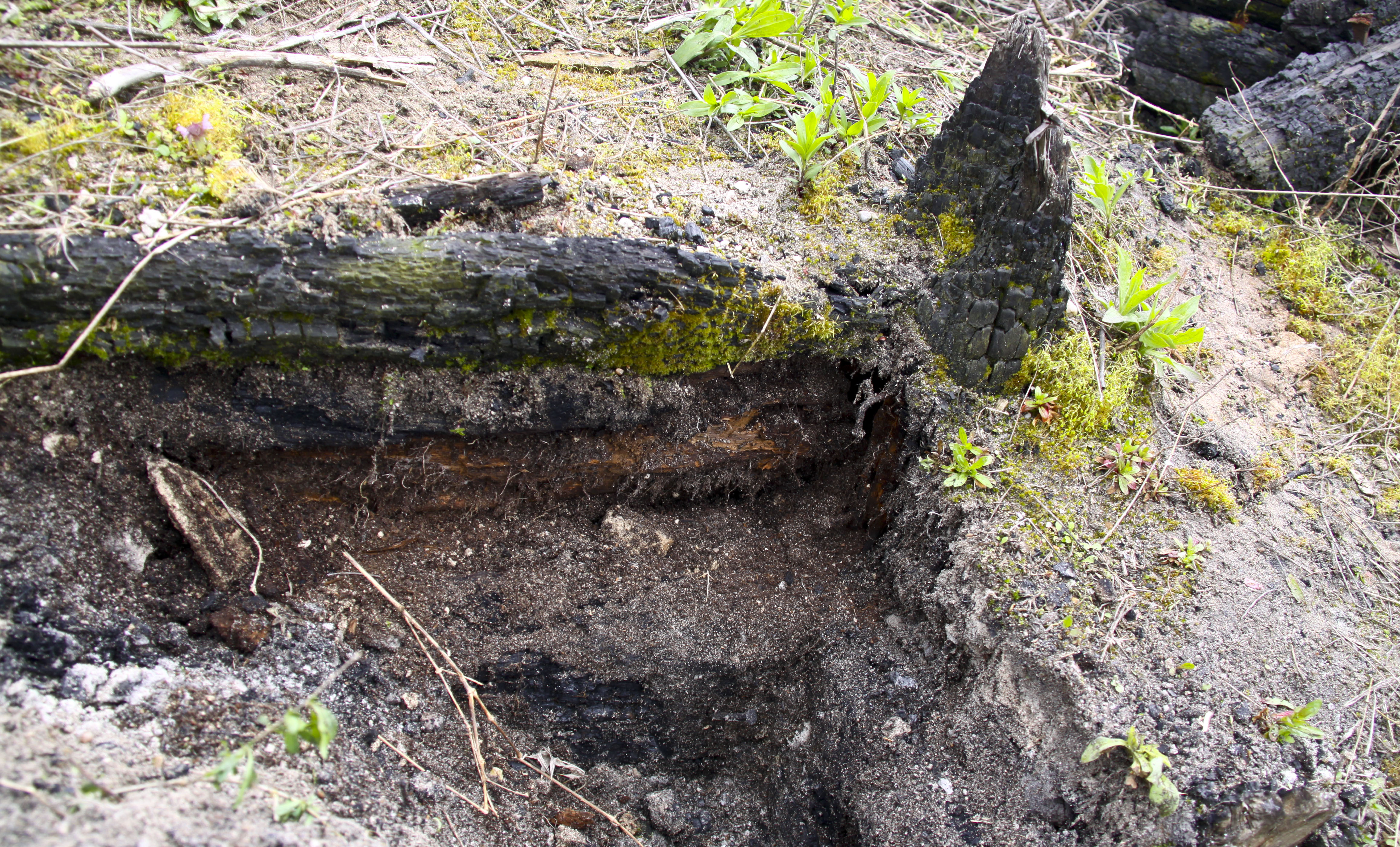
Talpa altarului şi bârnă terminată în cheie, stâlp de colţ. Foto: aprilie 2011

Biserica de lemn din Purcăreni a supraviețuit până în anul 2009 pe „dealul bisericii” din localitatea Purcăreni, comuna Popești, județul Argeș. A fost una dintre ultimele biserici de lemn ridicate în tehnica „cățeilor” dintre cele cunoscute la sud de Carpați. Izvoarele istorice o datau din secolului 18 sau chiar mai veche. A avut hramul „Sfinții Voievozi”.

## Documentare
Biserica a fost documentată într-un inventar al bisericii întocmit de preotul Ioan Manda în 1972 și de cercetătoarea Ioana Cristache-Panait, care a vizitat-o în septembrie 1997. La ieșirea în teren din aprilie 2011 s-au putut observa lemnele carbonizate și a fost documentat sistemul constructiv al tălpii și al peretelui de la altar, latura de nord.

## Istoric
Vechimea construcției nu se cunoaște. Date istorice din satul Tecuci indică o biserică de lemn mai veche de anul 1810, care a fost vândută în anul 1850 satului Purcăreni. Tradiția locală din Purcăreni reține ridicarea bisericii de un anume Purcaru. Tot tradiția reține faptul că biserica a fost inițial acoperită cu papură, dar în urma unui incendiu, cauzat de un raid turcesc, lăcașul a fost reînvelit cu șindrilă.
Biserica a fost ulterior extinsă cu un pronaos lung, tăvănit, un pridvor deschis și un turn de lemn. Această semnificativă remodelare a avut loc în 1882. Tot atunci a fost reînoit și interiorul, după cum indică cinci dintre icoanele aflate în biserică, pictate în 1882, semnate de pictorul Iordache Popescu.
Biserica era în anul 1972 în proces de degradare. După 1980, funcția ei de lăcaș de cult a fost preluată de biserica nouă de zid, din centrul satului. În anul 1997 starea de ruinare se accentuase. Un deceniu mai târziu, turnul și acoperirea interioară erau prăbușite în interior. Un incendiu din toamna anului 2009 a distrus complet pereții rămași în picioare. Din aceștia se mai păstrau pe loc, în primăvara anului 2011, o grămadă de lemne carbonizate.
Acoperișul de tablă l-a înlocuit pe cel de șindrilă, foarte probabil în urma unei reparații din secolul 20.

## Trăsături
Construcția avea planul alungit, împărțit de la vest la est în încăperi succesive: pridvor, tindă, naos și altar. Altarul se termina poligonal, în cinci laturi, și era îngustat față de pereții laterali ai naosului. Naosul era treflat, dat de două abside laterale. În interior, naosul era acoperit cu o cupolă pe pandantivi. Aceste atribute ale naosului, puțin caracteristice bisericilor de lemn tradiționale, au fost probabil adause în 1882, odată cu renovarea interioară și exterioară.

### Tehnica constructivă
În inventarul de la 1972 se menționează că biserica era făcută din paianta. Structura construcției era de lemn, parțial îmbrăcată în blăni parțial tencuită. Din lemnele carbonizate adunate pe locul bisericii se pot distinge două tipuri de lemne, rămase din structura construcției: stâlpi cu adâncituri laterale și bârne late, cu capete fasonate, pentru a intra în adânciturile stâlpilor. Pe latura de nord, la altar, s-au putut observa tălpi de lemn groase ce susțineau stâlpi verticali. Așadar biserica avea o structură de rezistență de tip ramă, formată din tălpi inferioare și superioare, cu stâlpi înalți fixați cu cozi în ele. Bârnele așezate orizontal între stâlpi erau scurte, circa 1–4 m, în funcție de distanța lăsată între stâlpi. Această tehnică constructivă „în chei” a fost identificată și la biserica de lemn din Bumbuia, dispărută în anul 2003, și se mai întâlnește la câteva biserici de lemn din câmpia Banatului și Crișanei. Structura aceasta de lemn, fiind greu de izolat, a fost îmbrăcată în exterior cu blăni de lemn verticale, după cum se vede într-o imagine din 1997, așa cum încă se mai poate întâlni la câteva biserici de lemn din Teleorman. Partea de vest a bisericii, după cum apare într-o imagine din 1972, a fost cercuită sau acoperită cu „ostreață”, și apoi tencuită.

## Imagini

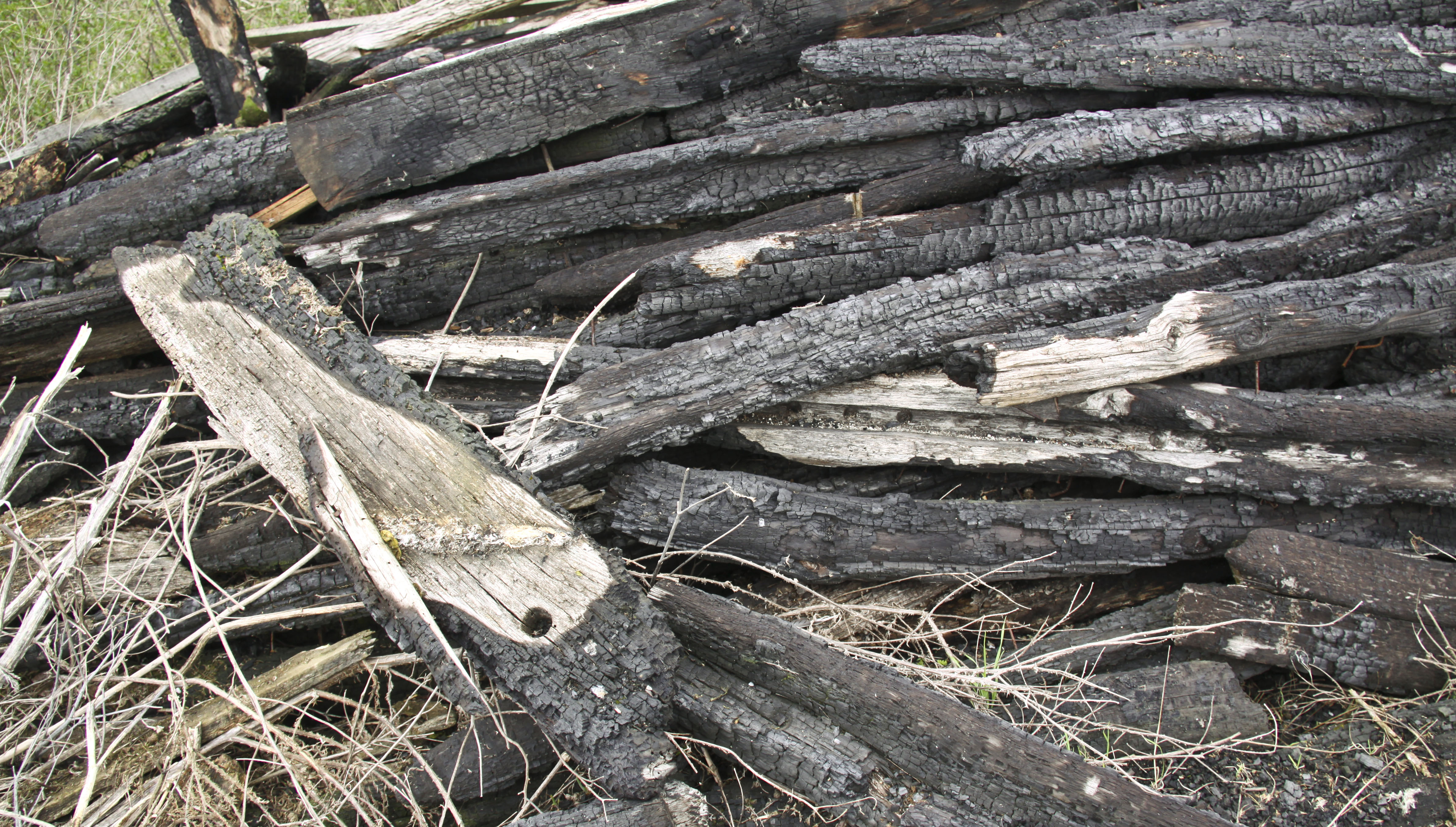
lemne carbonizate, în principal stâlpi şi bârne dintre ei
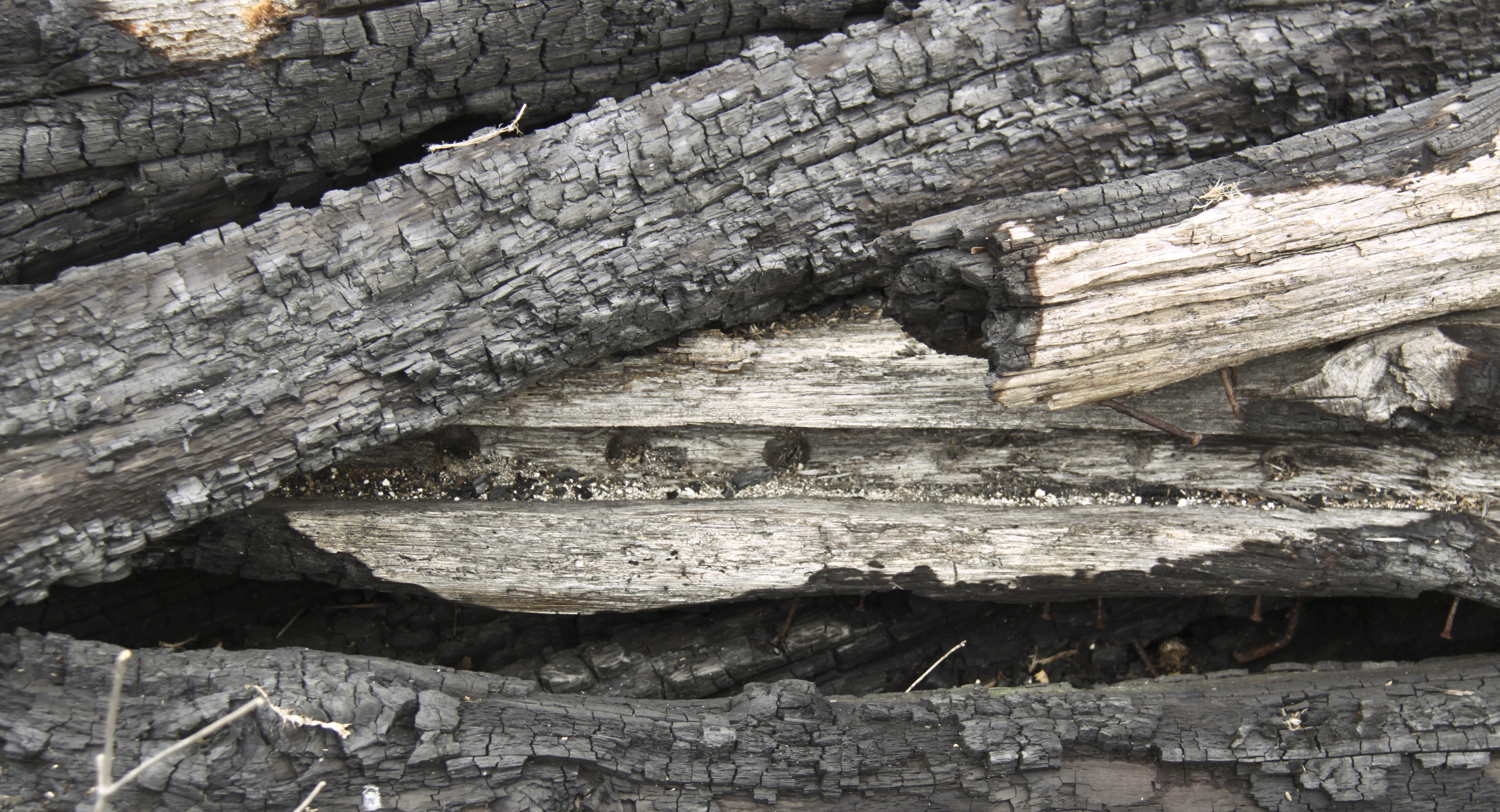
stâlpi
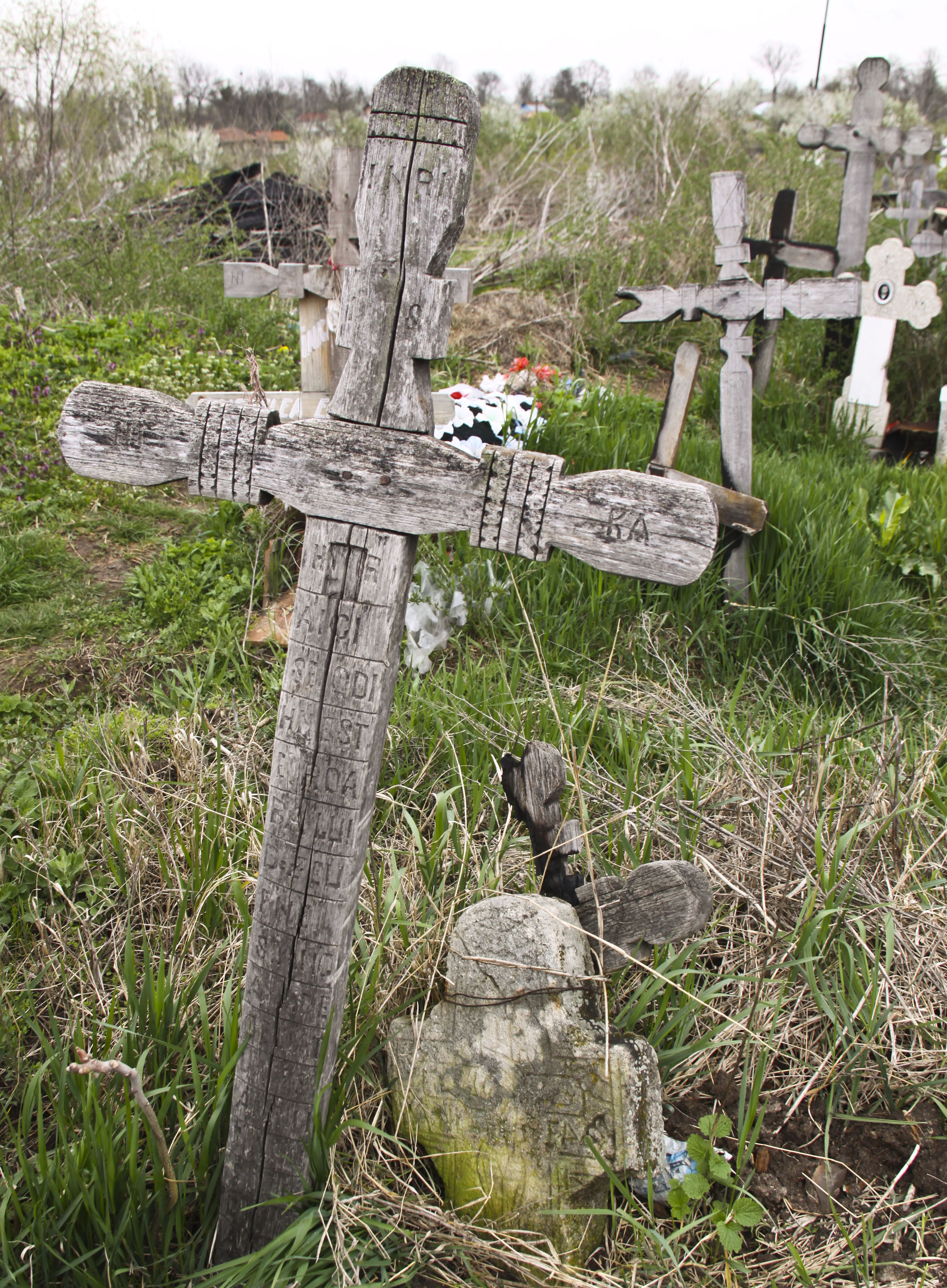
cruci de lemn şi piatră din cimitir